# Клішова
Клішова (рум. Clișova) — село в Оргіївському районі Молдови. Утворює окрему комуну.

## Населення
За даними перепису населення 2004 року у селі проживали 1170 осіб.
Національний склад населення села:
| Національність       | Кількість осіб | Відсоток   |
| -------------------- | -------------- | ---------- |
| молдавани румуни     | 1158 6         | 99,0% 0,5% |
| росіяни              | 4              | 0,3%       |
| гагаузи              | 1              | 0,1%       |
| інша / без відповіді | 1              | 0,1%       |
| Всього               | 1170           | 100%       |